# بخش اوری
بخش آوری (به فرانسوی: Arrondissement d'Évry) یک بخش در فرانسه است که در اسون واقع شده‌است.